# Kirk Franklin
Kirk Franklin (født 26. januar 1970 i Fort Worth, Texas) er en amerikansk gospelmusiker og sanger.
Franklin voksede op i kirken og tog tidligt kormusikken til sig, som han oplevede der. Han begyndte at spille klaver, da han var fire år gammel, og han dirigerede sit første kor, da han var 11 år.
Som teenager gjorde han oprør og brød med kirken. Han levede et stormfuldt liv og omgik kriminelle bander. Efter, at en ven var blevet skudt, vendte han tilbage til Gud og kirken.
I begyndelsen af 1990'erne startede han et gospelkor, som han kaldte "The Family".
Franklin har tillige samarbejdet med andre kor gennem årene, blandt andre God's Property.

## Turneer
Kirk Fanklin har rejst meget.

### Sverige
Han har blandt andet besøgt Sverige to gange: den 10. september 2008 spillede han på Conventum Arena i Örebro og den 8. november 2009 i Globen i Stockholm.

### Norge
I 2008 (8. og 9. september) besøgte han Oslo og holdt koncert på Sentrum Scene. I 2009 (14. november) besøgte han Stavanger og holdt koncert i IMI-kirken. I 2010 (10. juli) sang han på Skjærgårds Music & Mission Festival lørdag 10. juli. I 2012 sang han på ungdomsfestivalen Get Focused (Slagenhallen, Tønsberg) lørdag 3. november. 

### Sydkorea
Den 27. juni 2014 holdt han en bemærkelsesværdig koncert i Sydkorea med Sohyang.

## Diskografi
- 1993 Kirk Franklin & the Family
- 1995 Kirk Franklin & the Family Christmas
- 1996 Whatcha Lookin' 4
- 1997 God's Property from Kirk Franklin's Nu Nation
- 1998 The Nu Nation Project
- 2002 The Rebirth of Kirk Franklin
- 2005 Hero
- 2006 Songs For the Storm, Volume I
- 2007 The Fight of My Life
- 2011 Hello Fear